# Daga Winborg
Daga Winborg, född 28 mars 1894 i Undenäs i Västergötland, död där 2 mars 1978, var en svensk målare, tecknare och grafiker.
Winborg studerade konst vid Althins målarskola och för Carl Wilhelmson och Albert Engström vid Kungliga konsthögskolan 1921–1927 samt genom självstudier under resor till Italien och Frankrike. Förutom egna separatutställningar på olika platser i Norrland medverkade hon i ett flertal samlingsutställningar Hjo och Karlsborg samt med Sveriges allmänna konstförening på Liljevalchs konsthall i Stockholm. Hennes konst består av landskapsskildringar, stadsmotiv från Italien, Frankrike, Norrland och naturbilder från hembygden i Västergötland utförda som målningar eller etsningar.